# カルロス・アドリアーノ・デ・ジョス・ソアレス
アレモン (Alemão) こと、カルロス・アドリアーノ・デ・ジェズス・ソアレス（Carlos Adriano De Jesus Soares、1984年4月10日 - 2007年7月8日）は、ブラジル・リオデジャネイロ州ノヴァ・イグアス出身のサッカー選手。

## 経歴
2005年にJ2の京都パープルサンガに期限付き移籍し、J1昇格に貢献した。J1昇格後の2006年は活躍できず、6月にJ2の横浜FCに期限付き移籍する。横浜FCではクラブ初のJ1昇格に王手を懸けた敵地・サガン鳥栖戦で決勝点を挙げるなど貢献した。横浜FCでは途中加入にも関わらず、24試合・1620分の出場で得点ランキング6位の18ゴールと、およそ90分につき1点を挙げる活躍を見せ、J2チームのJ1昇格に再び貢献した。しかし来季の契約が物別れに終わり、わずか半年で横浜FCを退団した。
2007年はじめにブラジルのSEパルメイラスに移籍したが、ひざのじん帯の負傷で欠場期間が長かった。2007年7月8日、ブラジルのリオデジャネイロ州にて交通事故により23歳で死去した。
古巣であった横浜FCは、彼の死去後の7月9日と10日に、ホームグラウンドである三ツ沢公園球技場に献花台を設け、雨の中多くのサポーターや選手が駆けつけたという。また、2005年から約1年半在籍していた京都パープルサンガも、死去後の7月11日の試合で選手が喪章を付け、彼の死を悼んだ。14日の試合に勝利した際にも、選手や監督から「この勝利をアレモンに捧げます」というコメントが出されている。

## エピソード
- 前述のように、横浜FCの在籍期間は僅か半年であったものの、サポーターからは、彼の命日である7月8日に毎年その死を惜しまれているなど、愛されている選手であった[2]。
- 横浜FC時代には、ゴール後のパフォーマンスとして、お笑い芸人の河本準一のギャグである「お前に食わせるタンメンはねぇ」のポーズをしていた。彼の命日である7月8日には、タンメンを食べてアレモンを偲ぶサポーターもいたという[2]。

## 個人成績
| 国内大会個人成績   | 国内大会個人成績   | 国内大会個人成績   | 国内大会個人成績   | 国内大会個人成績             | 国内大会個人成績 | 国内大会個人成績  | 国内大会個人成績  | 国内大会個人成績 | 国内大会個人成績 | 国内大会個人成績 | 国内大会個人成績 |
| 年度               | クラブ             | 背番号             | リーグ             | リーグ戦                     | リーグ戦         | リーグ杯          | リーグ杯          | オープン杯       | オープン杯       | 期間通算         | 期間通算         |
| 年度               | クラブ             | 背番号             | リーグ             | 出場                         | 得点             | 出場              | 得点              | 出場             | 得点             | 出場             | 得点             |
| メキシコ・ブラジル | メキシコ・ブラジル | メキシコ・ブラジル | メキシコ・ブラジル | リーグ戦                     | リーグ戦         | リーグ杯          | リーグ杯          | オープン杯       | オープン杯       | 期間通算         | 期間通算         |
| ------------------ | ------------------ | ------------------ | ------------------ | ---------------------------- | ---------------- | ----------------- | ----------------- | ---------------- | ---------------- | ---------------- | ---------------- |
| 2000               | アトラス           |                    |                    |                              |                  |                   |                   |                  |                  |                  |                  |
| 2001               | アトラス           |                    |                    |                              |                  |                   |                   |                  |                  |                  |                  |
| 2002               | アトラス           |                    |                    |                              |                  |                   |                   |                  |                  |                  |                  |
| 2003               | アトラス           |                    |                    |                              |                  |                   |                   |                  |                  |                  |                  |
| 2003               | アトラス           |                    |                    |                              |                  |                   |                   |                  |                  |                  |                  |
| 2004               | コリチーバ         |                    |                    | 28                           | 8                |                   |                   |                  |                  |                  |                  |
| 日本               | 日本               | 日本               | 日本               | リーグ戦                     | リーグ戦         | リーグ杯          | リーグ杯          | 天皇杯           | 天皇杯           | 期間通算         | 期間通算         |
| 2005               | 京都               | 9                  | J2                 | 34                           | 15               | -                 | -                 |                  |                  |                  |                  |
| 2006               | 京都               | 9                  | J1                 | 10                           | 2                | 5                 | 2                 | -                | -                | 15               | 4                |
| 2006               | 横浜FC             | 7                  | J2                 | 24                           | 18               | -                 | -                 |                  |                  |                  |                  |
| ブラジル           | ブラジル           | ブラジル           | ブラジル           | リーグ戦                     | リーグ戦         | ブラジル杯        | ブラジル杯        | オープン杯       | オープン杯       | 期間通算         | 期間通算         |
| 2007               | パルメイラス       |                    |                    |                              |                  |                   |                   |                  |                  |                  |                  |
| 通算               | ブラジル           | ブラジル           |                    | \|\|\|\|\|\|\|\|\|\|\|\|\|\| |                  |                   |                   |                  |                  |                  |                  |
| 通算               | 日本               | 日本               | J1                 | 10                           | 2                | 5                 | 2                 | -                | -                | 15               | 4                |
| 通算               | 日本               | 日本               | J2                 | 58                           | 33               | -\|\|\|\|\|\|\|\| | -\|\|\|\|\|\|\|\| |                  |                  |                  |                  |
| 総通算             | 総通算             | 総通算             | 総通算             | \|\|\|\|\|\|\|\|\|\|\|\|\|\| |                  |                   |                   |                  |                  |                  |                  |